# Jose Maria Arroyo
Jose Maria Arroyo (Molo, 28 november 1879 - 8 maart 1927) was een Filipijns advocaat en politicus. Arroyo was van 1916 tot 1919 lid van het Filipijns Huis van Afgevaardigden aansluitend was hij van 1919 tot 1925 lid van de Senaat van de Filipijnen.

## Biografie
Jose Maria Arroyo werd geboren op 28 november 1879 in Molo (tegenwoordig een district van Iloilo City). Hij was een van de drie kinderen van Ignacio Arroyo en diens eerste vrouw Maria Pidal. Zijn broer Mariano Arroyo werd later gouverneur en zijn zus Maria Beatriz del Rosario-Arroyo was non en oprichter van de Dominicaanse Sisters of the Most Holy Rosary of the Philippines. Arroyo voltooide in 1895 een Bachelor of Arts-diploma aan het Colegio de San Juan de Letran. Vanaf 1896 studeerde hij rechten aan de University of Santo Tomas. Na het behalen van zijn diploma behaalde hij in september 1902 het toelatingsexamen van de Filipijnse balie. In 1902 behaalde Arroyo nog een licentiaat jurisprudentie. Aansluitend vertrok hij naar de Verenigde Staten voor vervolgopleidingen. Na terugkeer in de Filipijnen begon hij in 1905 het advocatenkantoor De Leon and Arroyo Law Office. Later begon hij een kantoor met een andere advocaat in Iloilo, onder de naam Arroyo and Orrillana Law Office.
In 1916 werd Arroyo namens het 1e kiesdistrict van Iloilo gekozen tot lid van het Filipijns Huis van Afgevaardigden. Aansluitend won hij namens het 7e senaatsdistrict bij de verkiezingen van 1919 een zetel in de Senaat van de Filipijnen met een termijn tot 1925. Bij de Filipijnse verkiezingen van 1925 werd hij herkozen voor een nieuwe termijn van zes jaar.
Arroyo overleed in 1927 op 47-jarige leeftijd. Bij speciale verkiezingen in 1927 werd de gouverneur van Iloilo, Jose B. Ledesma gekozen voor het restant van zijn termijn tot 1931. Arroyo was getrouwd met Jesusa Lacson en kreeg met haar zeven kinderen. Advocaat en First Gentleman Jose Miguel Arroyo en afgevaardigde Iggy Arroyo zijn kleinzoons van Jose Maria Arroyo.